# I've Seen It All
I've Seen It All è un brano della cantautrice islandese Björk, estratto come singolo promozionale da SelmaSongs, colonna sonora del film Dancer in the Dark. La canzone è stata scritta da Björk, Sjón e Lars von Trier, regista e sceneggiatore di Dancer in the Dark.

## Descrizione
I've Seen It All parla della cecità di Selma, la protagonista del film. Esistono diverse versioni del brano: la versione dell'album, che è cantata insieme a Thom Yorke dei Radiohead, la versione proposta nel film, eseguita insieme all'attore Peter Stormare, e la versione con Björk solista, eseguita durante i tour. All'interno del film, il brano viene eseguito durante la scena in cui Selma cammina insieme a Jeff sui binari del treno.
In occasione del Björk Orkestral, serie di concerti del 2021 in cui ha celebrato la sua carriera, Björk ha affermato sulla canzone:

## Videoclip
Esistono due videoclip per questo singolo. La versione principale del video consiste in un estratto dal film Dancer in the Dark e mostra la scena in cui Selma e Jeff cantano sui binari del treno. La seconda versione del video è stata diretta dalla regista italiana Floria Sigismondi e si tratta di un "webeo" (un'animazione web) interattivo, realizzato per MTV, in cui Björk appare con il viso dipinto e lo spettatore può cambiare scena e effetti speciali, cliccando sul video.

## Cover
Il cantautore Bonnie "Prince" Billy ha realizzato una cover di  I've Seen It All per il suo EP Ask Forgiveness del 2007.